# Erianthus malcolmi
Erianthus malcolmi is een rechtvleugelig insect uit de familie Chorotypidae. De wetenschappelijke naam van deze soort is voor het eerst geldig gepubliceerd in 1903 door Bolívar.